# Gustav Fischer
Gustav Fischer (Meisterschwanden, 8 de novembro de 1915 - 22 de novembro de 1990) foi um adestrador suíço. 

## Carreira
Gustav Fischer representou seu país nos Jogos Olímpicos de 1952, 1956, 1960, 1964 e 1968, na qual conquistou a medalha de prata no adestramento individual, em 1964, e duas pratas e dois bronzes por equipes. 